# Деревогубець
Деревогубець (лат. Celastrus) — типовий рід квіткових рослин родини Бруслинові (Celastraceae). Містить близько 38 видів.
Всі частини рослин небезпечні для людини і не повинні вживатися в їжу.

## Деякі види
- Celastrus angulatus Maxim.
- Celastrus australis
- Celastrus dispermus
- Celastrus flagellaris Rupr.
- Celastrus gemmatus Loes.
- Celastrus hindsii Benth.
- Celastrus monospermus Roxb.
- Celastrus orbiculatus Thunb.
- Celastrus paniculatus Willd.
- Celastrus pyracanthus
- Celastrus rosthornianus Loes.
- Celastrus scandens L.
- Celastrus stylosus Wall.
- Celastrus vaniotii (H.Lév.) Rehder